# ایری (کانزاس)
ایری (به انگلیسی: Erie) شهری در ایالت کانزاس کشور ایالات متحده آمریکا است که جمعیت آن در سرشماری سال ۲۰۱۰ میلادی، ۱٬۱۵۰ نفر بوده‌است.